# Mille Roches (Ontario)
Mille Roches est une ville fantôme submergée dans la province  canadienne d'Ontario . 

## Histoire
Elle est une des villes de cette province ayant été inondées lors de la création de la Voie maritime du Saint-Laurent en 1958.

## Personnalité
Un aviateur de l'Écrasement du Liberator III à Saint-Donat en 1943 était originaire de Mille Roches.